# Mitrodetus dentitarsis
Mitrodetus dentitarsis är en tvåvingeart som först beskrevs av Macquart 1850.  Mitrodetus dentitarsis ingår i släktet Mitrodetus och familjen Mydidae. Inga underarter finns listade i Catalogue of Life.